# Žveplo
Žvêplo (latinsko sulphur) je kemični element, ki ima v periodnem sistemu simbol S in atomsko število 16. Žveplo je kot multivalentna nekovina brez vonja in okusa najbolj znano v rumenih kristalih in se pojavlja v mnogih sulfidih in sulfatnih mineralih in celo v svoji samorodni obliki (posebej na območju ognjenikov). Vsi živi organizmi ga nujno potrebujejo v številnih aminokislinah in zato v mnogih proteinih. 
Prvenstveno se uporablja kot gnojilo, vendar se na široko uporablja tudi pri izdelavi smodnika, laksativov, vžigalic in insekticidov.
Ta nekovina je na videz blede rumene barve, mehka, lahka, z značilnim vonjem po gnilih jajcih, kadar je v spojini z vodikom. Gori z modrim plamenom, ki oddaja čuden dušljiv vonj (žveplov dioksid), SO2). Žveplo v vodi ni topno, je pa topno v ogljikovem disulfidu. Običajna oksidacijska stanja žvepla vključujejo -2, +2, +4 in +6. V vseh stanjih, trdnem, tekočem in plinskem, ima žveplo alotropne oblike, katerih zveze še niso povsem pojasnjene. Za kristalno žveplo lahko pokažemo, da tvori žvepleni obroč osmih atomov, S8.
Žveplo lahko dobimo v dveh kristalnih modifikacijah, v ortorobnem oktaedru, ali v monoklinskih prizmah, ki so pri navadnih temperaturah stabilnejše.

## Uporaba žvepla
Žveplo in njegove spojine  so pomembne  surovine za žveplovo kislino primarnega produkta kemične industrije. Večina žvepla, ki se pridobi se uporablja za prizvodnjo žveplene kisline. Velika količina žvepla se uporablja v vulkanizerstvu. Zaradi majhne gorljivosti se uporablja za izdelavo umetnega plamena. V medicini se uporablja za zdravljenje kožnih bolezni. Uporablja se tudi kot sredstvo proti plevelu, v proizvodnji zdravil, vžigalic, pesticidov in papirja. Majhne količine žvepla se uporabljajo za proizvodnjo posebne vrste betona. Ta beton je za razliko od običajnega bolj odporen na kisline in se uporablja v proizvodnji kjer je možno razlitje kisline.

## Žveplo in njegove spojine
- FeS
- FeS2 - pirit in markazit
- ZnS - sfalerit
- CuFeS2 - halkopirit
- CaSO4 * 2H2O - sadra
- SrSO4 - celestin
- BaSO4 - barit
- Na2SO4 * MgSO4 * 4H2O
- K2SO4 * 2MgSO4
- K2SO4 * MgSO4 * 2CaSO4

## Pridobivanje žvepla
Določena količina žvepla se nahaja v nafti in zemeljskem plinu (nepredelana nafta in zemeljski plin, ki se pridobijajo v določenih regijah vsebujejo velike količine žvepla. Pri njihovem sežigu nastaja žveplov dioksid, ki povzroča onesnaženje ozračja in kisli dež. Zaradi tega je treba odstraniti prisotnost žvepla iz goriva predno gre na trg). Žveplo v čisti obliki, ki se nahaja pod zemljo se tali z vodno paro, ter ga s pomočjo zraka pod pritiskom spravimo na zemljsko površino. Pomemben vir žvepla so tudi njegove spojine, ki se nahajajo v industrijskem plinu. Žveplo se v industriji pridobi s pomočjo redukcije žveplovega dioksida z ogljikovim monoksidom. Majhne količine žvepla pa najdemo tudi v živalskih beljakovin.

## Kemijske lasnosti žvepla
Pri normalni temperaturi je žveplo slabo reaktivno. Zelo je reaktiven s florom. Z drugimi elementi reagira pri povišani temperaturi tudi s kovinami.

## Koloidno žveplo
Če se hlapi žvepla hitro ohladijo se kondenzirajo v obliki finega rumenega prahu " žveplov cvet",ki je sestavljen iz amorfnega žvepla. Amorfno žveplo pri povišani temperaturi prehaja v kristale.
Na2S2O3 + H2SO4 ---» Na2SO4 + SO2 + S + H2O

## Ugotavljanje nevarnih lastnosti
Žveplo povzroča draženje nosne sluznice. Ne povzroča hude zastrupitve. Večina žveplovih spojin je strupenih.

## Uporaba žveplovega dioksida
Nekatere količine se uporabljajo pri beljenju volne in lesa pri proizvodnji papirja. Nekaj se ga uporablja v proizvodnji brezalkoholnih pijač, marmelade za sušenje sadja, ker zavira rast bakterij. Večina se uporablja za proizvodnjo žveplene kisline.